# Environnement toxique
Environnement toxique (titre original : Ducks: Two Years in the Oil Sands) est une bande dessinée autobiographique de la dessinatrice canadienne Kate Beaton, publiée en 2022 en anglais et traduite en 2023 en français. Il s'agit d'un récit de son expérience en tant que femme travaillant dans les sables bitumineux de l'Athabasca en Alberta afin de rembourser ses prêts étudiants. Le titre anglais fait référence à une catastrophe au cours de laquelle des centaines de canards sont morts après avoir atterri dans un bassin de résidus toxiques. Le titre en français fait référence à plusieurs environnements toxiques mis en avant dans ce roman graphique : l'exploitation pétrolière, l'impact des prêts étudiants, la dégradation environnementale, et le harcèlement et les violences sexuelles sur les femmes.

## Résumé
Environnement toxique est un récit des expériences de travail de Beaton dans les champs pétrolifères de l'Alberta à partir de 2005. Élevée à Mabou, en Nouvelle-Écosse, et fraîchement sortie de l'Université Mount Allison au Nouveau-Brunswick, elle doit travailler à 21 ans pour rembourser son prêt étudiant. Comme beaucoup au Canada atlantique, elle est forcée de chercher du travail ailleurs; alors que les générations précédentes voyageaient pour travailler dans la pêche, les mines de charbon ou les usines de fabrication automobile, le boom pétrolier du milieu des années 2000 a conduit de nombreux habitants de l'Est à travailler dans l'industrie pétrolière. Elle travaille d'abord dans une crèche à outils à Mildred Lake pour Syncrude, mais travaille également à Long Lake et dans divers autres camps en assumant différents rôles. Elle rencontre d'autres travailleurs venus d'autres provinces du Canada, dont plusieurs sont originaires de l'Est du Canada.
Bien que Beaton ait de l'empathie pour de nombreux travailleurs et leur situation économique, la main-d'œuvre est majoritairement masculine, et elle est victime de harcèlement sexuel et trouve peu de soutien. Lassée de son expérience, elle part travailler à Victoria, en Colombie-Britannique, où elle se lance dans la bande dessinée et crée Hark! A Vagrant. Confrontée à une grande précarité et incapable de rembourser ses emprunts, elle retourne dans les champs pétrolifères. Elle se débat avec la moralité de l'industrie pétrolière, réfléchissant au harcèlement et à la violence sexuelle, à la dégradation de l'environnement, au mal du pays, à la solitude, aux risques pour la santé des travailleurs et des habitants et à la destruction des terres des Premières Nations. Le titre anglais fait référence à une catastrophe au cours de laquelle des centaines de canards sont morts après avoir atterri dans un bassin de résidus toxiques. C'est aussi une métaphore des travailleurs englués dans ce lieu. Après avoir gagné suffisamment d'argent pour rembourser ses emprunts, elle quitte l'Alberta.

## Éditions
Environnement toxique est une extension d'un webcomic en cinq parties créé par Beaton et initialement publié sur Tumblr en 2014. Après un gros travail de recomposition, réécriture, enquête et entretiens, il a ensuite été publié par Drawn & Quarterly en 2022 en anglais, et par Casterman en 2023 traduit par Alice Marchand en français.

### En anglais
- 2022 : Ducks: Two Years in the Oil Sands, 436 pages, Drawn and Quarterly, 13 septembre 2022 (ISBN 978-1770462892)

### En français
- 2023 : Environnement toxique, Casterman, 8 mars 2023 (ISBN 9782203242234)

## Accueil et thématiques soulevées

### Dans les pays anglo-saxons
Ducks a reçu un excellent accueil en tant que roman graphique, sa représentation nuancée de la vie dans les sables bitumineux et son exploration de thèmes tels que la classe sociale, le capitalisme, l'écologie et le harcèlement sexuel. Ducks est dessiné en gris monochrome et, contrairement aux œuvres précédentes de Beaton, son ton est mélancolique. Une critique du New Yorker par Sam Thielman a fait l'éloge de son dessin, qualifiant son utilisation de l'espace d '«exceptionnellement habile» pour comprendre la quantité ou le peu de détails à donner aux lecteurs. La critique du Winnipeg Free Press, Nyala Ali, a cité le talent de Beaton à dépeindre la petitesse et la vulnérabilité au milieu de la grandeur des aurores boréales ou de l'énormité des vastes travaux industriels des sables bitumineux et des véhicules tels que les camions de transport. Rob Salkowitz de Forbes a qualifié le livre de "chef-d'œuvre", le comparant à d'autres du genre tels que Maus et Fun Home, et a écrit que son traitement des problèmes sociaux l'élevait au-dessus de la "simple maîtrise". Barack Obama a classé le livre comme l'un de ses favoris de 2022,.
Bien que le livre soit entièrement du point de vue de Beaton, il y a un sous-texte important tout au long du récit  et de nombreux moments de l'histoire reflètent des thématiques plus importantes au Canada autour de l'environnement, de la politique, de la culture et de l'économie entourant les sables bitumineux. Beaton est une travailleuse migrante ; ayant grandi dans une région économiquement défavorisée du Canada, elle a compris qu'elle devrait quitter la maison pour gagner de l'argent et rembourser son prêt étudiant. Elle et de nombreux autres travailleurs sont forcés d'accepter des emplois difficiles et indésirables, et il y a des nuances de ressentiment de classe envers ceux qui châtient les travailleurs des sables bitumineux alors que leur situation économique les empêche de faire un compromis aussi difficile,. La plupart des autres travailleurs sont des hommes, plus nombreux que les femmes 50 contre 1. Beaton est fréquemment victime de harcèlement sexuel, mais en raison de son besoin de rembourser sa dette, elle ne signale pas les autres et continue de travailler,.
Écrivant pour The Guardian, Rachel Cooke a écrit que Ducks "est peut-être le meilleur livre que j'aie jamais lu sur le harcèlement sexuel" et l'a qualifié de "respectueusement humain". Bien qu'elle soit souvent bouche bée et confrontée à des commentaires sexistes et à une attention sexuelle non désirée croissante, Beaton entretient de la sympathie pour de nombreux hommes qui travaillent avec elle et qui souffrent de la solitude, de l'épuisement physique, de la maladie et du mal du pays qui accompagnent leur travail itinérant. Le harcèlement est persistant au point que des hommes essaient d'entrer dans sa chambre, et cela pèse fortement sur son état physique et mental. Lorsqu'une journaliste l'interroge à ce sujet, elle devient protectrice envers les hommes, croyant qu'ils ont été brisés par l'environnement et la culture dans lesquels ils ont été immergés. Le livre dépeint un type dangereux de masculinité qui apparaît dans le contexte d'hommes qui s'ennuient, isolés, dans un espace liminal, pourvus d'alcool et de cocaïne en abondance, et dans une industrie physiquement et écologiquement destructrice ; Beaton se demande si, dans les mêmes circonstances, les hommes de sa propre vie tourneraient de la même manière et si quelqu'un pourrait sortir des sables bitumineux sans changement,.
L'environnement est un thème récurrent dans les mémoires. Etelka Lehoczky de NPR établit un parallèle dans l'histoire entre le harcèlement auquel Beaton est confronté et la dégradation industrielle de la terre. Elle cite une conversation avec un chauffeur de taxi qui emmène Beaton sur un site avec de nombreux travailleurs temporaires et déclare : « Sois prudente, jeune fille. Vous vivez ici, pas eux. Savez-vous comment les gens traitent un endroit où ils ne vivent pas ?"  Bien que Beaton considère les sables bitumineux comme un lieu de vie temporaire, elle se rend compte que l'industrie déplace les membres des Premières nations voisines et détruit leurs terres et leur eau potable. Elle se débat avec la moralité de travailler là-bas en sachant les dommages qu'elle a causés, mais doit finalement rembourser ses dettes.
Le livre a remporté l'édition 2023 de Canada Reads, où il a été défendu par Mattea Roach. En juillet 2023, il vaut à son autrice le prix Eisner 2023 du meilleur mémoire graphique et en octobre le prix Harvey du meilleur livre.

#### Dans des sélections
- Barack Obama's Favourite Books of 2022
- New York Times Notable Book of 2022
- New Yorker, Time, NPR, Chicago Tribune, and Washington Post Best Book of 2022
- Time Top 10 Nonfiction Books of 2022
- #1 on the Publishers Weekly 2022 Critics Poll
- Publishers Weekly Top Ten Book of 2022
- Forbes Best Graphic Novels of 2022
- Guardian Best Graphic Novels of 2022
- BuzzFeed Best Book of 2022
- Shelf Awareness Best Adult Book of 2022
- Polygon 10 Best Comics of 2022
- Booklist Editors' Choice Adult Books 2022
- Globe and Mail Top 100
- Literary Hub The Best Reviewed Graphic Literature of 2022

### Réception en France
Les critiques à la suite de la traduction en français de ce roman graphique sont excellentes : 
- 3 sur 5 chez BD Gest'[18]
- 7,2 sur 10 chez SensCritique[19]
- 4,23 sur 5 chez Babelio[20]
- 3,5 sur 5 chez BDthèque[21]
- 5,5 sur 6 chez BDFugue[22]
- 3,5 sur 5 chez CritiquesLibres[23]
- Un « témoignage total, englué dans les sables bitumineux. » selon ActuaLitté[4]
- Un « témoignage éco-féministe indispensable » selon ActuaBD[24]
- « Viols, monde du travail sexiste : le choc “Environnement toxique”, BD hautement cathartique » selon les Inrocks[25]
- « Avec ce témoignage sensible et personnel, Kate Beaton brise le silence. » selon Benzine[26]